# Суру Міган Апіті
Суру Міган Марселлін Жозеф Апіті (8 квітня 1913 — 3 грудня 1989) — бенінський політичний діяч часів, коли країна мала назву Дагомея.

## Біографія
Апіті навчався у ліцеї в Бордо. Після його закінчення він вступив до Школи політичних наук в Парижі, де вивчав економіку. Після завершення навчання працював у французькій компанії у Західній Африці фінансовим експертом. До набуття його країною незалежності, починаючи з 1945 року, був членом Конституційної асамблеї, до складу якої неодноразово переобирався. 1960 року, після набуття країною незалежності, Апіті став віце-президентом республіки.
Займав пост президента Дагомеї з 25 січня 1964 до 27 листопада 1965 року, після чого його було усунуто від влади в результаті чергового перевороту під керівництвом Крістофа Согло. Після цих подій Апіті був змушений тікати до Парижа, проте повернувся на батьківщину після перевороту 1970 року. Тоді він став членом Президентської ради. Після перевороту 1972 року його було ув'язнено разом із Агомадегбе та Юбером Магою, був звільнений 1981 року.
Помер у вигнанні, у власному будинку в Парижі, у грудні 1989 року, незадовго до відновлення демократії в його країні.